# Бор'ян Баграт Артемович
Баграт Артемович Бор'ян (19 вересня 1882, село Нижній Чембарак Казахського повіту Єлизаветпольської губернії, тепер Вірменія — 1938) — радянський діяч, революціонер, фінансист. Член ЦВК СРСР. Член Центральної контрольної комісії ВКП(б) у 1925—1930 роках. 

## Життєпис
Народився в селянській родині. Навчався в сільській церковнопарафіяльній школі, літом працював пастухом. 
З 1898 по 1899 рік працював хлопчиком магазину німецької колонії міста Єленендорф Єлизаветпольської губернії. У 1899—1901 роках — хлопчик магазину рибних промислів Кизил-Агацької затоки. У 1901—1902 роках — робітник рибних промислів Кизил-Агацької затоки. З 1902 року був безробітним, з 1903 року жив у місті Баку.
Член РСДРП з травня 1903 року. Був агітатором і пропагандистом у Баку, брав участь у загальному страйку в липні 1903 року.
У вересні 1903 — травні 1904 року — рядовий російської імператорської армії.
У 1904—1906 роках — агітатор і пропагандист РСДРП на нафтових промислах Баку. Брав участь у революційних подіях 1905—1906 років у Баку. У 1906 році вів нелегальну діяльність у Тифлісі. З 1906 по травень 1907 року працював десятником нафтопромислів Бібі-Ейбатського району Баку. За революційну діяльність у травні 1907 року заарештований, але незабаром був звільнений. Восени 1907 року брав участь у підготовці наради із нафтопромисловцями для підписання колективного договору. З 1907 по квітень 1908 року — агітатор на нафтопромислах Бібі-Ейбатського та Балахнинського районів Баку. У квітні 1908 року заарештований, до січня 1909 року перебував у бакинській в'язниці. У травні 1909 року знову заарештований за зберігання нелегальної літератури і до травня 1910 року сидів у в'язниці міста Баку. Випущений на поруки, але вже восени 1910 року засуджений Тифліською судовою палатою до 6 місяців ув'язнення у фортеці, яке відбув у 1911 році.
У 1912—1913 роках — член Бакинського комітету РСДРП. У 1913 році став членом страйкового комітету. У травні 1913 року заарештований у Баку, але незабаром звільнений. Виїхав до Тифлісу.
У 1913—1915 роках — член Тифліського комітету РСДРП(б), брав участь у створенні нелегальної друкарні. Під час Першої світової війни вів пропагандистську роботу серед солдатів Кавказького фронту. У серпні 1915 року заарештований та засуджений до 4 років каторги, які відбував у Ярославській каторжній в'язниці.
Після Лютневої революції 1917 року — амністований, виїхав до Петрограду. З березня по квітень 1917 року — член Петроградського комітету РСДРП(б). З квітня 1917 року вів агітаційну партійну роботу в Баку, Тифлісі, Єлизаветполі, Еривані, Грозному, Карсі. У червні 1917 — червні 1918 року — уповноважений ЦК РСДРП(б) на Кавказі.
У липні 1917—1918 роках — член Бакинського комітету РСДРП(б). З 1917 по квітень 1918 року — голова продовольчої комісії Бакинської ради. У січні — квітні 1918 року — командир Червоної гвардії Сабунчі-Балаханського району Баку. У квітні 1918 року виїхав до Москви.
З червня 1918 по грудень 1919 року — агітатор Замоскворецького районного комітету РКП(б) міста Москви.
Закінчив Перший університет у Москві.
У грудні 1919 — грудні 1920 року — заступник завідувача кооперативного відділу Вищої ради народного господарства (ВРНГ) РРФСР.
У грудні 1920 — грудні 1921 року — заступник завідувача інструкторського підвідділу ВЦРПС.
У грудні 1921 — грудні 1923 року — голова ревізійної комісії центрального земельного управління Народного комісаріату землеробства РРФСР.
У грудні 1923 — грудні 1925 року — заступник директора «Вірменторгу».
У січні 1926 — січні 1927 року — помічник завідувача відділу рахунків та звітності Народного комісаріату робітничо-селянської інспекції СРСР.
У січні 1927 — грудні 1929 року — керівник групи звітності Народного комісаріату робітничо-селянської інспекції СРСР.
У 1927 році підтримував «троцькістів», але незабаром відійшов від опозиційної діяльності.
У 1930 — грудні 1931 року — начальник управління обліку та член правління Державного банку СРСР.
З грудня 1931 по 1934 рік — начальник сектору обліку та член колегії Народного комісаріату фінансів РРФСР.
Член Всесоюзного товариства старих більшовиків. Автор праці «Вірменія, міжнародна дипломатія і СРСР», томи. 1-2, Москва—Ленінград, 1928—1929.
14 жовтня 1935 року виключений із ВКП(б). У 1935 році заарештований органами НКВС та засуджений до заслання, з якого повернувся в квітні 1937 року. 1937 року знову заарештований органами НКВС. У 1938 році засуджений до страти. 
У 1956 році посмертно реабілітований. 